# دونالد كيرك
دونالد كيرك (بالإنجليزية: Donald Kirk)‏ هو مراسل عسكري أمريكي، ولد في 7 مايو 1938.

## وصلات خارجية
- الموقع الرسمي